# 大寶站 (日本)
大寶站（日语：／ Daihō eki */?）是位於茨城縣下妻市大寶，屬於關東鐵道的常總線車站。本站位於下妻市北部，鄰近茨城百景大寶八幡碑

## 概要

### 在此站行走的運行形態
- 上行（下妻、水海道、守谷、取手方向）
  - 日間每小時設有2班普通列車（前往取手，部分前往守谷）停靠。部分列車可在水海道轉乘另一架前往取手[注釋 1][3]。
- 下行（下館方向）
  - 日間每小時設有2班普通列車（前往下館）停靠[3]。

## 歷史
- 1917年（大正6年）- 大寶八幡站啟用[4]，當時為臨時車站。
- 1935年（昭和10年） - （臨）大寶八幡站廢止，大寶站同日啟用。
- 1945年（昭和20年）3月30日 - 與筑波鐵道（第一代）（日语：筑波鉄道 (初代)）合併，成為常總筑波鐵道（日语：常総筑波鉄道）車站[5]。
- 1965年（昭和40年）6月1日 - 與鹿島參宮鐵道（日语：鹿島参宮鉄道）合併，成為關東鐵道車站[5]。
- 1967年（昭和42年）9月16日 - 成為業務委託車站。
- 1985年（昭和60年）1月16日 - 成為無人車站，後來車站大樓拆毀（只遺留上蓋）。
- 2005年（平成17年） - 新車站大樓落成。
- 2008年（平成20年）
  - 3月6日 - 增設列車交會設備，2號月台開始使用[5]。
  - 3月15日 - 實施時間表修正，此站可進行列車交會。
- 2009年（平成21年）3月14日 - 此站可以使用IC卡PASMO[5]。
- 2010年（平成22年）3月13日 - 當日時間表修正起，月台配線成為一線通過（日语：1線スルー）。

## 車站構造

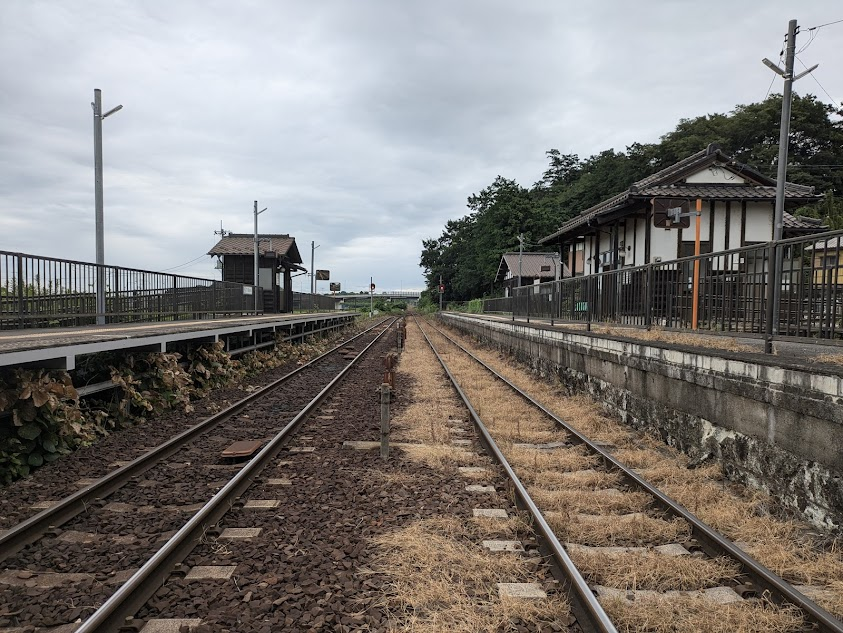
月台（2024年8月）

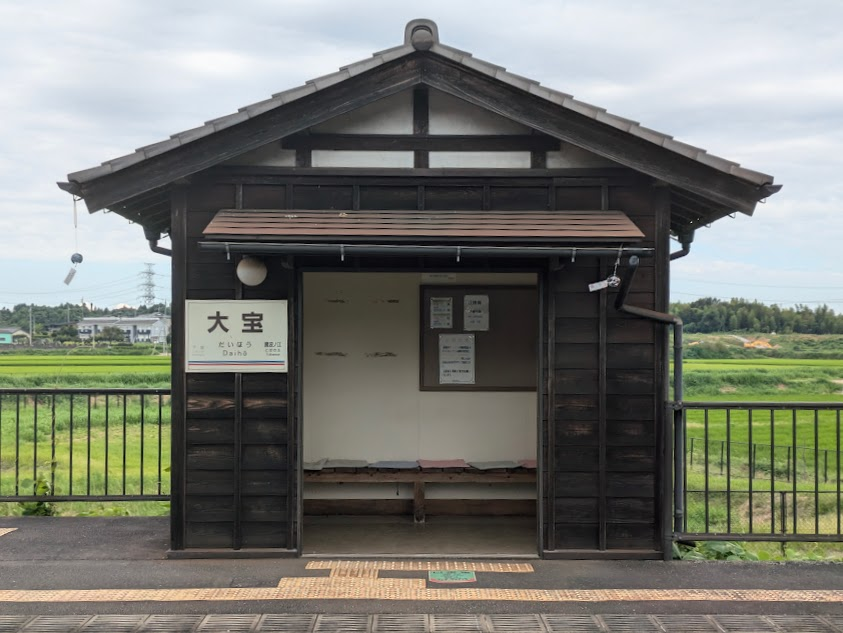
下行月台上的候車室（2024年8月）

此站是地面車站與無人車站，並設有2面2線的相對式月台。1號月台上設有小型候車室。此站過去因大寶八幡宮的例祭使大量參拜乘客前來使用，故舊站房與月台之間的空間比較寬，而現時站前仍然有較廣寬的土地。舊站房在1983（昭和58）年前位於現時站前廣場靠近東邊位置。在1967年（昭和42年），此站加設列車交會設備，後來則被撒走（日期不詳）。
為了增強運輸能力，此站於2008年（平成20年）3月6日再次加設列車交會。在同年3月15日時間表修正中，此站可以進行列車交會。在加設列車交會設備工程同時，站內設置了斜道，以提供一個無障礙環境。
在2010年（平成22年）3月時間表修正起，月台配線變成一線通過方式，在1番月台下館方向和2號月台取手方向加設出發信號燈。使上下行快速列車可在1號月台通過。在此之前，下行通過列車需要慢駛進入2號月台才可通過此站。現時，上下行普通列車均可駛進2號月台。另外，設有快速列車與取手方向列車在此站列車交會。

### 月台
| 月台 | 路線    | 方向                   | 備註                   |
| ---- | ------- | ---------------------- | ---------------------- |
| 1    | ■常總線 | 水海道、守谷、取手方向 |                        |
| 2    | ■常總線 | 下館方向               |                        |
| 2    | ■常總線 | 水海道、守谷、取手方向 | 只限16時54分出發的班次 |

## 使用狀況
以下為近年乘車人次變化。
| 乘車人員變化 | 乘車人員變化 |
| 年度         | 1日平均人次  |
| ------------ | ------------ |
| 1998         | 38           |
| 1999         | 36           |
| 2000         | 36           |
| 2001         | 30           |
| 2002         | 29           |
| 2003         | 28           |
| 2004         | 24           |
| 2005         | 26           |
| 2006         | 24           |
| 2007         | 26           |
| 2008         | 29           |
| 2009         | 26           |
| 2010         | 27           |
| 2011         | 28           |
| 2012         | 29           |
| 2013         | 27           |
| 2014         | 35           |
| 2015         | 36           |
| 2016         | 35           |
| 2017         | 40           |

## 車站周邊
車站東邊設有大寶村落。該處附近設有大寶八幡宮、大寶城蹟和下妻市立大寶小學。
車站西邊沿糸繰川旁都是田園地帶。該處曾經是大寶沼，現時變成為圍墾。在此站靠近下妻一方的常總線路軌會越過糸繰川。糸繰川為圍墾地的排水路。
- 大寶郵局
- LIXIL下妻工場 - 車站西邊

## 相鄰車站
關東鐵道
■常總線
快速
通過
普通
下妻－大寶－騰波之江

## 注腳

## 外部連結
- 大寶站 | 車站案內 （页面存档备份，存于）（日語） - 關東鐵道